# الزنقور
قرية الزنقور هي إحدى القرى التابعة لمركز جرجا بمحافظة سوهاج في جمهورية مصر العربية. حسب إحصاءات سنة 2006، بلغ إجمالي السكان في الزنقور 3849 نسمة، منهم 1892 رجل و1957 امرأة.